# Asamczycy
Asamczycy – ludność w północno-wschodnich Indiach zamieszkująca głównie w stanie Asam, wyznająca hinduizm. Asamczycy posługują się językiem asamskim. Na teren Asamu przybyli jako jeden z ludów indoeropejskich ok. 500 lat p.n.e.